# 達爾文突額隆頭魚
達爾文突額隆頭魚，為輻鰭魚綱鱸形目隆頭魚亞目隆頭魚科的其中一種，分布於東南太平洋區，從厄瓜多至秘魯中部海域，棲息深度3-100公尺，體長可達70公分，棲息在礁石區，生活習性不明。

## 擴展閱讀
維基物種上的相關：達爾文突額隆頭魚